# Avril 1838

## Événements
- 5 avril, France : mort de Mme d'Haussonville, mère et grand-mère des deux académiciens Joseph  et Paul-Gabriel d’Haussonville.
- 11 avril, France : loi qui élève la compétence des tribunaux civils de première instance.
- 28 avril, France : Arthur de Gobineau entend, au concert du Conservatoire, du Beethoven qu'il juge « merveilleusement beau ».
- 30 avril : le Nicaragua déclare son indépendance vis-à-vis des Provinces unies d'Amérique centrale.

## Naissances
- 5 avril : Alpheus Hyatt (mort en 1902), naturaliste américain.
- 16 avril : Ernest Solvay (mort en 1922), chimiste et industriel belge.
- 18 avril : Paul-Émile Lecoq de Boisbaudran (mort en 1912), chimiste français.
- 19 avril : « El Gordito » (Antonio Carmona y Luque), matador espagnol († 30 octobre 1920).
- 21 avril : John Muir, naturaliste et écrivain américain († 1914).
- 26 avril : Isidoro Falchi (mort en 1914), archéologue autodidacte et médecin italien.

## Décès
- 14 avril :
  - Charles-Joseph Buquet, général français  (° 4 juin 1776).
  - Rafael Pérez de Guzmán, matador espagnol (° 16 novembre 1803).